# Cotoneaster sternianus
Cotoneaster sternianus là loài thực vật có hoa trong họ Hoa hồng. Loài này được (Turrill) Boom mô tả khoa học đầu tiên năm 1957.